# 1 Armia Kanadyjska

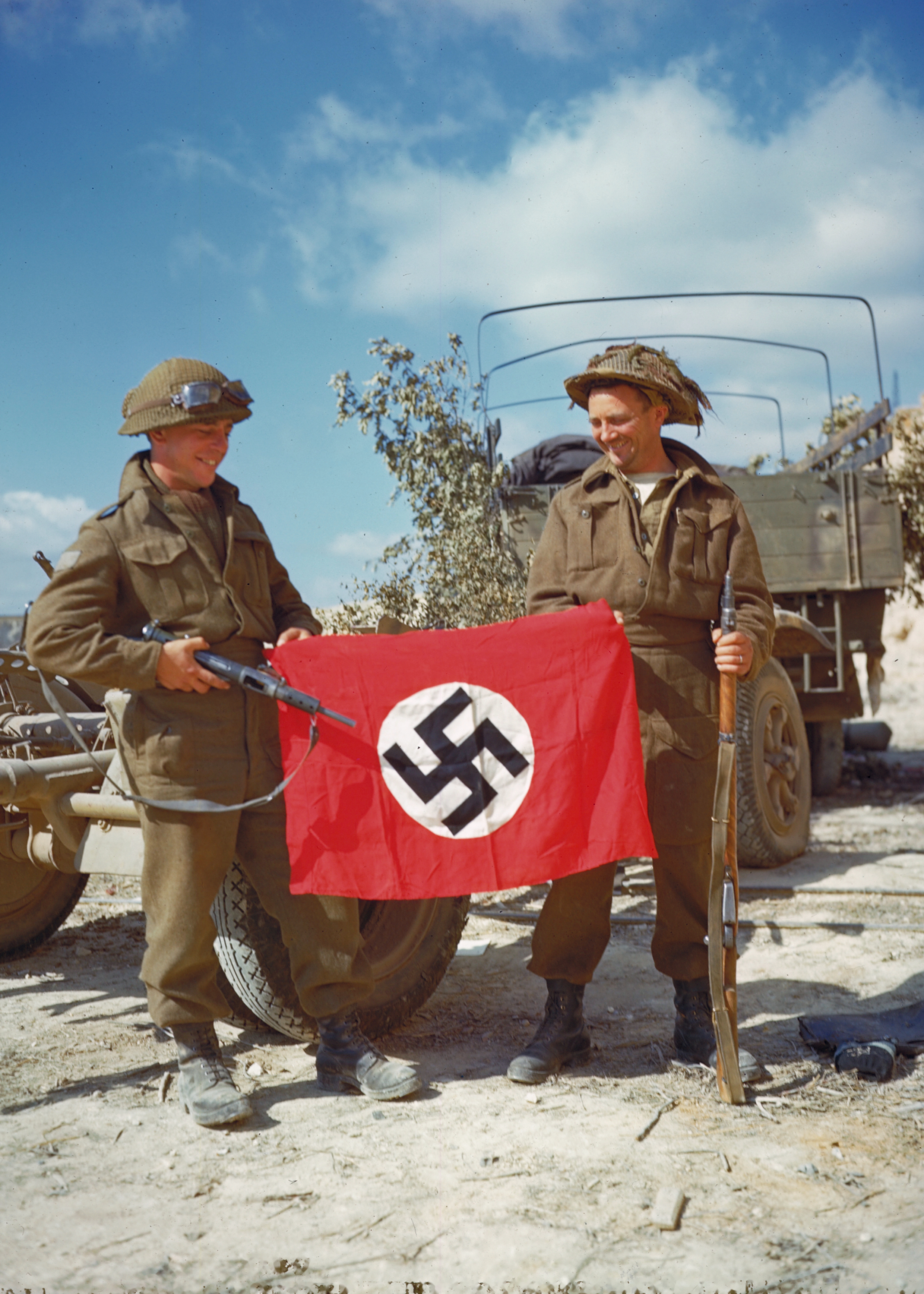
Żołnierze kanadyjscy w Normandii ze zdobyczną flagą

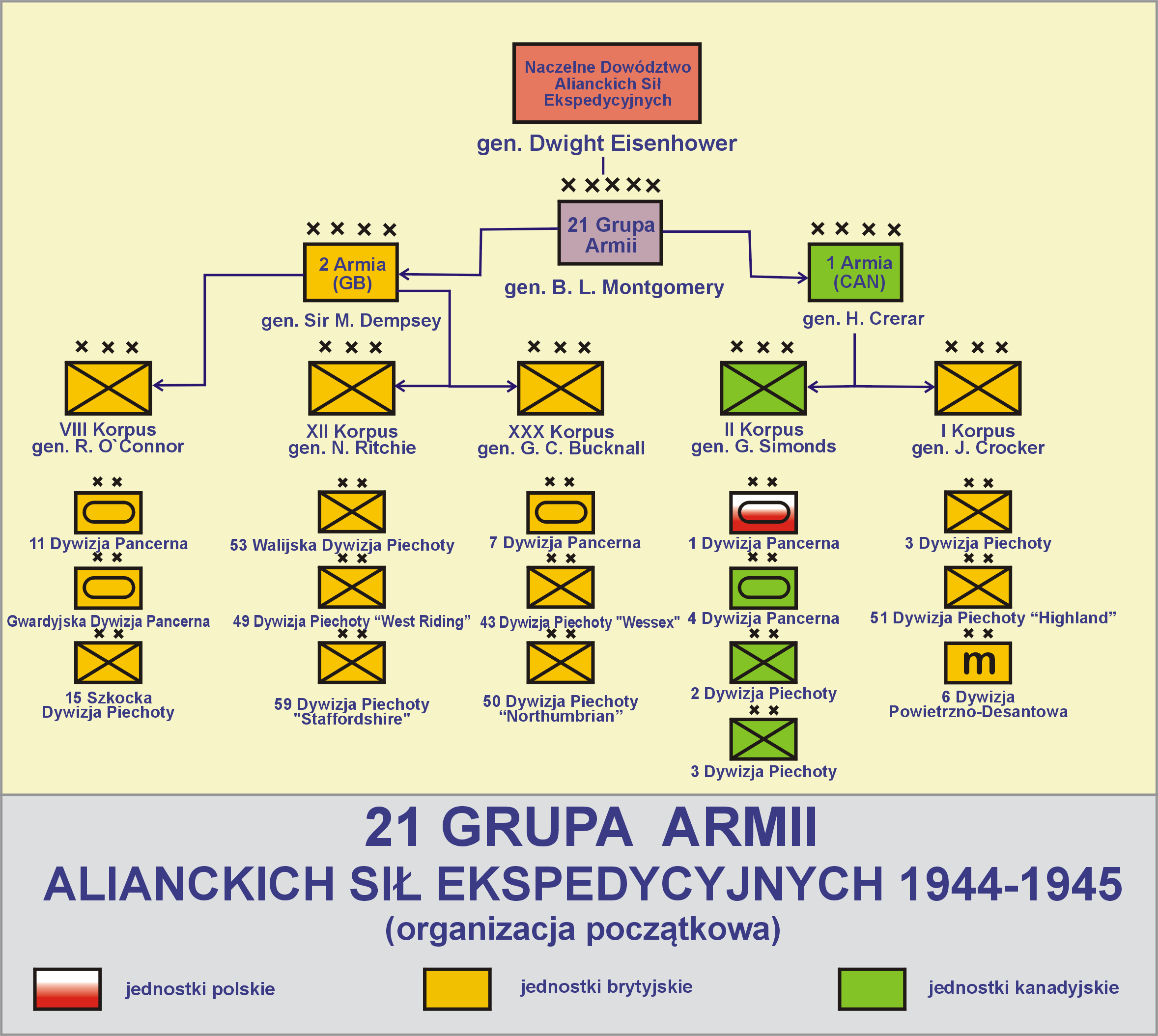
1 AK w strukturze 21 GA

1 Armia Kanadyjska (ang. First Canadian Army) – związek operacyjny armii kanadyjskiej, który działał w Europie Zachodniej podczas II wojny światowej.

## Formowanie i walki
Armia powstała w Wielkiej Brytanii na początku 1942, w momencie gdy siły kanadyjskie tam stacjonujące rozrosły się do wielkości dwóch korpusów. Niedługo potem część kanadyjskich dywizji została wysłana do Włoch, w ich miejsce pod dowództwo armii oddano więc również dywizje brytyjskie i polską 1 Dywizję Pancerną. Armia weszła do linii 23 lipca 1944 w Normandii i walczyła później w składzie 21 Grupy Armii na terenie północnej Francji, Belgii, Holandii i północnych Niemiec aż do końca wojny.

## Skład
1 Armia Kanadyjska miała międzynarodowy charakter. Podczas kampanii w Normandii składała się z dwóch korpusów. Jeden z nich (brytyjski I Korpus) był sformowany w całości z dywizji brytyjskich, a w drugim (II Korpus Kanadyjski) służyły trzy dywizje kanadyjskie i jedna polska (1 Dywizja Pancerna). Pod kanadyjskim dowództwem znalazły się potem również 1 Belgijska Brygada, holenderska Brygada Księżnej Ireny oraz 1 Czechosłowacka Brygada Pancerna. W okresie styczeń–marzec 1945 w skład armii tymczasowo wchodził też brytyjski XXX Korpus. Udział kanadyjskich żołnierzy zwiększył się, gdy w lutym 1945 do 1 AK włączono przerzucony z Włoch I Korpus Kanadyjski.

## Dowódcy armii
- Generał Andrew McNaughton (1942-1943)
- Generał Harry Crerar (1944-1945)
- Generał Guy Simonds (p.o. dowódcy od 28 września do 7 listopada 1944)